# Antonella Albano
Antonella Albano (Bari, 23 febbraio 1982) è una danzatrice italiana, prima ballerina del Corpo di Ballo del Teatro alla Scala dal 2017.

## Biografia
Nata e cresciuta in Puglia, Antonella Albano ha cominciato a studiare danza con Silvia Humaila seguendo il metodo Vaganova. Nel 1995 è stata ammessa alla Scuola di Ballo del Teatro alla Scala e, dopo essersi perfezionata all'Accademia di Danza Princesse Grace di Monte Carlo, nel 2000 è stata scritturata dal Corpo di Ballo del Teatro alla Scala. Nel 2006 ha vinto il Premio Positano Léonide Massine e intorno a questo periodo ha cominciato a danzare ruoli da protagonista quali Swanilda in Coppélia (Deane) e l'eponima protagonista di Giselle (Coralli; Perrot). Nel 2009 è stata promossa al rango di solista.
Successivamente ha ampliato il proprio repertorio con ruoli principali quali Kitri/Dulcinea in Don Chisciotte (Nureev), Giulietta in Romeo e Giulietta (MacMillan), Odette e Odile ne Il lago dei cigni (Bourmeister), Ol'ga in Onegin (Cranko) e l'amante di Lescaut in Manon (MacMillan). Nel 2017 è stata proclamata prima ballerina della compagnia e, negli anni seguenti, ha danzato nella prima scaligera di Woolf Works (McGregor) e si è alternata ad Alessandra Ferri come protagonista di AfterRite+Lore (McGregor), oltre a danzare nel ruolo di Zulmea ne Le Corsaire (Legris). Nel 2021 ha interpretato l'eponima protagonista nella prima assoluta di Madina di Mauro Bigonzetti accanto a Roberto Bolle, con cui è tornata a danzare nella ripresa scaligera del 2024 e in Danza con me.